# Ebrahim Ashtiani
Ebrahim Ashtiani (in persiano ابراهیم اشتیانی‎; Tehran, 4 gennaio 1942 – Tehran, 24 ottobre 2017) è stato un calciatore iraniano, di ruolo difensore.

## Carriera

### Club
Ha giocato per quasi 20 anni nel campionato iraniano, vincendolo tre volte.

### Nazionale
Con la maglia della nazionale ha vinto la Coppa d'Asia 1972.

## Palmarès

### Nazionale
- Coppa d'Asia: 1

1972

### Individuale
- Miglior giocatore della Coppa d'Asia: 1

1972